# Галерија грбова Малија
Галерија грбова Малија обухвата актуелни Грб Малија, историјске грбове Малија и грб главног града Малија.

## Актуелни Грб Малија
- Грб Малија

## Историјски грбови Малија
- Грб Малија 1961-1982
- Грб Малија 1982-2013

## Грб главног града Малија
- Грб Бамакоа